# 陆晓光
陆晓光（1946年—2022年12月24日），中国电视导演，代表作有《外来媳妇本地郎》。

## 生平
陆晓光生于上海，12岁时与父母同往广州，在珠江电影制片厂学习美术、动画、编剧与导演。20世纪80年代初进入广东电视台，担任广东电视台导演，创作了许多著名的影视作品。主要作品包括《乐叔与虾仔》、《万花筒》、《外来媳妇本地郎》等。陆晓光是《外来媳妇本地郎》的总导演和艺术总监，执导、统筹《外来媳妇本地郎》22年（2000年至2022年），从该剧的诞生、发展，付出半辈子心血。2022年12月24日病逝，享年76岁。